# Michael Petkovic
Michael Petkovic (chorw. Mihovil Petković; ur. 16 lipca 1976 we Fremantle) – australijski piłkarz pochodzenia chorwackiego występujący na pozycji bramkarza. Brat Jasona Petkovica.

## Kariera klubowa
Petkovic seniroską karierę rozpoczął w 1994 roku w klubie Spearwood Dalmatinac. W 1995 roku trafił do South Melbourne FC z National Soccer Leagye. W 1996 roku zdobył z nim NSL Cup, a w 1998 i 1999 roku mistrzostwo NSL. Z South Melbourne był wypożyczany do francuskiego RC Strasbourg oraz norweskiego Lillestrøm SK, jednak w żadnych z nich nie zdołał zadebiutować. W barwach South Melbourne zagrał 157 razy.
W 2002 roku Petkovic podpisał kontrakt z tureckim Trabzonsporem. W 2003 roku oraz w 2004 roku zdobył z klubem Puchar Turcji. Natomiast w latach 2004-2005 dwukrotnie wywalczył z zespołem wicemistrzostwo Turcji. Przez 3 lata dla Trabzonsporu rozegrał 85 spotkań.
W 2005 roku Petkovic odszedł do innego pierwszoligowca, Sivassporu. Pierwszy ligowy mecz zaliczył tam 6 sierpnia 2005 roku przeciwko Trabzonsporowi (3:0). 9 marca 2008 roku w wygranym 3:2 meczu z MKE Ankaragücü strzelił swojego jedynego gola w zawodowej karierze. W 2009 roku wywalczył z zespołem wicemistrzostwo Turcji. Graczem Sivassporu był przez 5 lat.
W 2010 roku wrócił do Australii, gdzie został graczem klubu Melbourne Victory z A-League. Zadebiutował tam 7 sierpnia 2010 roku w zremisowanym 3:3 pojedynku z Sydney FC. W Melbourne spędził rok, a w 2011 zakończył karierę.

## Kariera reprezentacyjna
W reprezentacji Australii Petkovic zadebiutował 11 kwietnia 2001 roku w wygranym 31:0 meczu eliminacji Mistrzostw Świata 2002 z Samoa Amerykańskim. W 2005 roku został powołany do kadry na Puchar Konfederacji. Zagrał na nim w pojedynku z Tunezją (0:2), a Australia zakończyła turniej na fazie grupowej.
W 2007 roku Petkovic znalazł się w drużynie na Pucharu Azji. Nie zagrał na nim w żadnym meczu, a Australia odpadła z turnieju w ćwierćfinale. W latach 2001–2008 w drużynie narodowej rozegrał 6 spotkań.